# Rhyacophila kusang
Rhyacophila kusang är en nattsländeart som beskrevs av Schmid 1970. Rhyacophila kusang ingår i släktet Rhyacophila och familjen rovnattsländor. Inga underarter finns listade i Catalogue of Life.